# Jerzy Borucki
Jerzy Borucki, pierwotnie Jerzy Burek (ur. 21 września 1928 we Lwowie, zm. 13 lipca 2008 w Warszawie) – polski geolog oraz geochemik, specjalista geologii złóż rud metali, a zwłaszcza złóż rud pierwiastków promieniotwórczych.

## Życiorys
Ojciec Walerian był pracownikiem spółdzielczości, matka Karolina, pracowała na poczcie. Urodził się jako Jerzy Burek (zmiana nazwiska na Borucki 25 lipca 1959).
We Lwowie ukończył podczas wojny sześć klas szkoły powszechnej i uczęszczał do Szkoły Techniczno-Mechanicznej. Po wojnie przeniósł się z rodziną do Rzeszowa, ukończył kursy uzupełniające gimnazjum i liceum o profilu matematyczno-fizycznym i w 1947 otrzymał świadectwo maturalne. W tym samym roku rozpoczął studia w Krakowie na Wydziale Geologiczno-Mierniczym Akademii Górniczo-Hutniczej (kierunek poszukiwawczy). W 1951 otrzymał tytuł inżyniera geologa, a w 1952 stopień magistra nauk technicznych.
W czasie studiów w 1951 został powołany na stanowisko asystenta w Katedrze Petrografii AGH u prof. Juliana Tokarskiego. Pod kierunkiem profesora powstały pierwsze jego opracowania dotyczące wapieni dewońskich Gór Świętokrzyskich oraz tufów filipowickich Kowalskiej Góry.
Na wniosek Centralnego Urzędu Geologii został 1 lipca 1953 przeniesiony w ramach nakazu pracy do Warszawy i zatrudniony w Instytucie Geologicznym, początkowo na stanowisku zastępcy kierownika Zakładu Surowców Skalnych, a następnie kierownika Zakładu Surowców Specjalnych. Prowadził tam grupę dokumentującą złoże siarki w Machowie i za dokumentację tego złoża otrzymał Srebrny Krzyż Zasługi.
W latach 1956–1957 zorganizował, a następnie kierował Zakładem Złóż Metali Nieżelaznych. Nadzorował wówczas poszukiwania osadowych złóż rud miedzi w rejonie Lubina. W 1957 został przeniesiony do Zakładu Złóż Surowców Promieniotwórczych. Korzystając z pomocy i rad prof. Kazimierza Smulikowskiego zbudował na początku lat 1960. aparaturę do oznaczania wieku bezwzględnego metodą argonową, która przez wiele lat pracowała w Instytucie.
W 1962 uzyskał stopień doktora nauk przyrodniczych na podstawie rozprawy doktorskiej Uran w polskich fosforytach, przygotowanej pod kierunkiem prof. K. Smulikowskiego. Trzy lata później, 1 stycznia 1965, Prezes Centralnego Urzędu Geologii powołał go na stanowisko samodzielnego pracownika naukowo-badawczego w Instytucie Geologicznym w Warszawie.
W kwietniu 1966 został oddelegowany do pracy w ramach projektów ONZ, najpierw na Madagaskarze (1966-1968), a następnie w Nigrze i Górnej Wolcie (1968-1970). Zatrudniony na stanowisku geochemika organizował tam laboratoria geochemiczne i prowadził terenowe prace poszukiwawcze. Wraz z zespołem pracowników ONZ i miejscowym personelem prowadził poszukiwania metodą geochemiczną na obszarze wielu tysięcy kilometrów kwadratowych. W wyniku tych prac odkryte zostały liczne anomalie geochemiczne, których treść miała być rozpoznana w ramach następnych projektów. Był także na pewien czas oddelegowany do Sassandra na Wybrzeżu Kości Słoniowej, gdzie również organizował i uruchamiał laboratorium geochemiczne.
Po powrocie do kraju w drugiej połowie 1971 zajmował się w Instytucie Geologicznym badaniami mineralogicznymi z zastosowaniem mikroskopu elektronowego.
1 stycznia 1972 przeniósł się do Ośrodka Badawczo-Rozwojowego Techniki Geologicznej w Warszawie, gdzie objął kierownictwo pionu badawczego. Nadzorował tam wdrażanie nowych technik w wiertnictwie, geologii surowcowej, inżynierskiej i hydrogeologii; zajmował się też wprowadzaniem elektronicznej techniki obliczeniowej oraz zastosowaniem elektrod jonoselektywnych w analityce próbek geologicznych. W końcu 1973 otrzymał stopień górniczy Dyrektora Górniczego III stopnia.
W 1977 udał się ponownie do Górnej Wolty z ramienia ONZ, gdzie przebywał ponad 2 lata. Zorganizował tam i uruchomił laboratorium geochemiczne, a następnie uczestniczył w poszukiwaniach złota, zakończonych odkryciem złoża.
Po powrocie do kraju w 1981 przez kilkanaście miesięcy zajmował się w OBRTG nowymi technikami badania jakości kamienia budowlanego. Na początku 1982 powrócił do Instytutu Geologicznego. W nowo utworzonym Zakładzie Geochemii i Chemii Analitycznej objął kierownictwo Pracowni Geochemii Stosowanej. Aż do przejścia na emeryturę w 1990 uczestniczył w tworzeniu nowoczesnego laboratorium geochemicznego na bazie dotychczasowego Głównego Laboratorium Instytutu, nawiązywał kontakty zagraniczne, wprowadzał nowe techniki analityczne i szkolił personel.
Po przejściu na emeryturę badał meteoryty. Już na emeryturze opublikował na ten temat kilkanaście artykułów, większość w języku angielskim. W swoim dorobku ma kilkadziesiąt publikacji, opracowań archiwalnych, recenzji i ekspertyz.
Zmarł 13 lipca 2008 i został pochowany na warszawskim cmentarzu Marysin Wawerski.